# کریستوفر بیباکو
کریستوفر بیباکو (انگلیسی: Christopher Bibaku؛ زادهٔ ۱۳ دسامبر ۱۹۹۵) بازیکن فوتبال اهل فرانسه است.